# Hans-Günter Funke
Hans-Günter Funke (* 4. April 1947) ist ein ehemaliger  deutscher Fußballspieler, welcher von 1966 bis 1971 in der damals zweitklassigen Regionalliga Südwest bei TuS Neuendorf 133 Ligaspiele absolviert und 55 Tore erzielt hat. Der Offensivspieler wurde zweimal in den Jahren 1968 und 1969 mit Neuendorf Vizemeister in der Regionalliga Südwest und ist der Rekordtorschütze der Koblenzer in dieser Liga.

## Laufbahn

### Mönchengladbach und Neuendorf, bis 1971
Nach dem Aufstieg von Borussia Mönchengladbach 1965 in die Fußball-Bundesliga stattete das Team von Trainer Hennes Weisweiler mit Gerhard Elfert, Berti Vogts, Heinz Wittmann, Erwin Spinnler und Hans-Günter Funke vom SC Myhl fünf Neuzugänge mit Verträgen am Bökelberg aus. Für den Nachwuchsspieler des VfR Büttgen, Berti Vogts, war es der Beginn einer großen Karriere, für den vier Monate jüngeren Angreifer aus dem ehemaligen Kreis Erkelenz, sollten sich die Anforderungen der Bundesliga und des Kaders der Borussia als zu hoch erweisen. Funke wurde 1965/66 in keinem Pflichtspiel von Mönchengladbach eingesetzt und er nahm nach einem sportlich unbefriedigenden Jahr Abschied von der „Fohlen-Elf“. Er unterschrieb zur Saison 1966/67 einen Vertrag bei TuS Neuendorf in der zweitklassigen Regionalliga Südwest und siedelte vom Niederrhein nach Koblenz über.
Im ersten Jahr im Stadion Oberwerth erlebte der Mann aus Myhl eine schwache Runde mit Neuendorf. Der 4. der Saison 1965/66 mit 81 erzielten Toren fiel 1966/67 auf den 14. Rang zurück und hatte gerade 35 Tore erzielt. Dies obwohl neben Funke auch noch Rudolf Stracke, Otto Jaworski und der Gladbacher Reservetorhüter Rudolf Krätschmer neu nach Koblenz gekommen waren. Funke hatte in 28 Ligaspielen fünf Tore für die TuS erzielt. Seinen ersten Treffer feierte er bei einer 2:3-Heimniederlage am 10. Oktober 1966 gegen den SV Alsenborn, gegen den er auch in der Rückrunde beim 2:0-Auswärtserfolg traf. In die zweite Saison, 1967/68, ging Neuendorf mit dem neuen Trainer Herbert Rappsilber und im Angriff zeigte Funke in seiner zweiten Runde mit 26 Treffern hervorragende Torjägerqualitäten. Da sich auch die Neuzugänge Helmut Horsch, Willi Kostrewa, Walter Keil und Werner Rath als Verstärkungen erwiesen, ging es in der Tabelle steil nach oben. Seine Trefferserie eröffnete der im Angriff flexibel einsetzbare Offensivspieler am vierten Spieltag, den 4. September 1967, mit einem Torerfolg beim 5:0-Heimsieg gegen den VfR Frankenthal. Mit einem Paukenschlag von vier Treffern beim 4:0-Heimerfolg am 9. Oktober 1967 gegen Saar 05 begann seine erstaunliche Torserie. Gegen den Ludwigshafener SC und SV Völklingen traf er jeweils dreimal ins gegnerische Netz. Mit zwei Treffern beendete er am 5. Mai 1968 bei einem 4:0-Heimerfolg gegen Mainz-Weisenau die Runde und hatte nach 26 Ligaspielen 26 Tore vorzuweisen. In der internen Torschützenliste des TuS folgten mit deutlichem Abstand Werner Hölzenbein und Werner Rath mit jeweils acht Torerfolgen. Bereits drei Tage später, am 8. Mai, fand das Entscheidungsspiel gegen den FK Pirmasens zur Ermittlung des Südwestvizemeisters auf dem Programm. Vor 18.000 Zuschauern in Bad Kreuznach glich er in der 36. Minute die 1:0-Führung durch Dieter Weinkauff aus und nach weiteren Treffern durch seine Mannschaftskollegen Otto Jaworski und Werner Hölzenbein (108.) setzte sich Neuendorf in der Verlängerung mit 3:2 durch und zog in die Bundesligaaufstiegsrunde ein.
Da schlug sich der Südwestvertreter beachtlich: Er trotzte dem späteren Aufsteiger Kickers Offenbach am 29. Mai 1968 vor 28.000 Zuschauern ein 0:0 ab und nahm dem Gruppenzweiten Bayer 04 Leverkusen zwei Punkte durch die jeweiligen 1:1 Spiele ab. Am Ende der Aufstiegsrunde belegte Neuendorf mit 7:9 Punkte den 3. Gruppenplatz. Angreifer Funke war in allen acht Spielen im Einsatz gewesen und hatte am 23. Juni beim 1:1-Heimremis gegen Tennis Borussia Berlin den Ausgleichstreffer erzielt.
In der Runde 1968/69 errang Neuendorf erneut die Vizemeisterschaft im Südwesten; nur stand man nach 30 Rundenspielen punktgleich mit Titelverteidiger SV Alsenborn – beide Vereine wiesen 44:16 Punkte auf, lediglich durch das schlechtere Torverhältnis von 69:25 (SVA) zu 56:23 (TuS), auf dem 2. Rang. Die 56 Rundentreffer verteilten sich breitgefächert auf Neuzugang Alfred Brecht (11), Funke und Bernd Vogtmann (je 9), Hans Sondermann (8), sowie Werner Hölzenbein und Helmut Horsch mit jeweils sieben Torerfolgen. In der Bundesligaaufstiegsrunde war Funke wiederum in allen acht Spielen im Einsatz und erzielte einen Treffer. Nach Saisonende hatte Neuendorf die Verluste von Kostrewa, Krätschmer, Sondermann und Stracke zu verkraften; das war mitentscheidend dafür, dass der vormalige Erfolgstrainer Rappsilber seine Arbeit zum 8. April 1970 vorzeitig beendete und Funke und Kollegen 1969/70 die Saison auf dem 8. Rang beendeten. Der Angreifer hatte 29 Ligaspiele bestritten und sieben Tore erzielt. In der fünften Saison von Funke in Neuendorf, 1970/71, jetzt war Werner Mangold als Trainer tätig, war der Weg zur Spitze im Südwesten nicht weit aus Sicht, aber Borussia Neunkirchen, FK Pirmasens und der SV Südwest Ludwigshafen distanzierten am Ende doch die Verfolger 1. FC Saarbrücken, SV Alsenborn und Neuendorf. Die Koblenzer belegten den 6. Rang und Funke hatte an der Seite von Bernd Vogtmann (15 Tore) und Helmut Horsch (7 Tore) in 25 Ligaeinsätzen nochmals acht Tore erzielt. Sein letztes Regionalligaspiel hatte er am 9. Mai 1971 bei einer 1:3-Heimniederlage gegen den FK Pirmasens bestritten. Er beendete im Sommer 1971 seine Vertragsspielerlaufbahn und wechselte zum VfB Wissen in die Rheinlandliga.

### VfB Wissen, 1971 bis 1973
Mit dem 11. der Saison 1970/71 spielte sich der Neuzugang aus Neuendorf, Hans-Günter Funke, mit dem VfB Wissen 1971/72 bis zur Vizemeisterschaft in der Rheinlandliga vor. Mit vier Punkten Vorsprung sicherten sich die Eisbachtaler Sportfreunde die Meisterschaft und den Aufstieg in die Regionalliga Südwest. In der Hinrunde stand Funke in der Rheinlandauswahl, welche im Amateurländerpokal am 8. Oktober 1971 an der Spree ein 2:2 Remis erreichte. Am 28. Mai beziehungsweise 4. Juni trat er dann noch in den zwei Spielen um die deutsche Amateurmeisterschaft gegen den MTV Ingolstadt (0:2, 0:1) an. Als 1972/73 der VfB Wissen den 5. Rang belegte, kam Funke nochmals in zwei Spielen in der Rheinlandauswahl im Amateurländerpokal gegen Hessen (1:2, 2:3) zum Einsatz und erzielte ein Tor.
Weiteres gibt die vorliegende Literatur über den Verlauf der Spielerkarriere von Hans-Günter Funke nicht her. Vom 31. März bis 30. Juni 1989 war er lange Jahre nach seiner aktiven Zeit Trainer bei seinem alten Club TuS Koblenz.